# Павел Морозенко
Павел Семјонович Морозенко (рус. Павел Семёнович Морозенко, укр. Павло Семенович Морозенко; рођен 5. јула 1939. у Снижне Доњецка област — погинуо 14. јула 1991. у Ростовска област) је био совјетски руски позоришни и филмски глумац, Почасни уметник Украјинске ССР (1973).

## Биографија
Павел Морозенко роҕен 5. јула 1939 године у малом украјинском граду Снижне.
Дипломирао је Кијевски институт за позориште израде им. И. Карпенко-Карого.
Радио је у Кијевском позоришту им. И. Франко, Миколајивском позоришту им. В. Чкалова, Ростовском позоришту им. М. Горког, позоришту на Левој обали Дњепра и Московском позоришту им. В. Маяковского. Поред рада у позоришту садржану у филму и радили над дублирањье на руски језик совјетских и страних филмова (од познатијих радова, одјек глумаца Гојко Митић у немачком филму «Браћа по крви»; такоҕе одјек глумаца Боро Беговић у филму заједничке совјетско–југословенског производње «Живјети за инат / Наперекор всему»).

Павел Морозенко трагично погинуо 14. јула 1991 године.

## Филмографија
- 1960. «Роман и Франческа / Роман и Франческа» — Роман
- 1961. «Година гирли / Годы девичьи» — Алексеј
- 1962. «Закон Антарктика / Закон Антарктиды» — Николај Шворкин
- 1962 «Венчање Свички / Свадьба Свички» — Козека
- 1963. «Упознајте, Балуев! / Знакомьтесь, Балуев!» — Василиј Марченко
- 1965. «Над нама јужни крст / Над нами Южный крест» — Фјодор Бојко
- 1966. «Зашто се насмешио звезде / Почему улыбались звёзды» — Јуриј
- 1967. «Женя, Женечка и "Катюша" / Женя, Женечка и "Катюша" — Алексеј Зирянов
- 1967 «Десети корак / Десятый шаг» — Осип Дзюба
- 1967 «Не суђено / Не суждено» — Димитрије Ковбан
- 1968. «Страној дом / Чужой дом» — Фјодор
- 1968 «У недељу рано напитак прикупљени / В воскресенье рано зелье собирала»
- 1968 «Љубав и долар / Любовь и доллары»
- 1970. «Неочекивана љубав / Нечаянная любовь» — Алексеј Концевој
- 1980. «Преузимамо све на себе / Берём всё на себя» — адмирал
- 1981. «Последња игра / Последний гейм» — шеф банде
- 1981 «Тенкодроме / Танкодром» — Фомин
- 1982. «Нежност на ричући звери / Нежность к ревущему зверю» — Савелиј Добротворскиј
- 1983. «Цена за повраћај / Цена возврата» — Сергеј
- 1985. «Тако чудан вече у уском породичном кругу / Такой странный вечер в узком семейном кругу» — шумар
- 1988. «Последица воде познаваоци. Без ножа и кастета / Следствие ведут ЗнаТоКи. Без ножа и кастета» — генерал милиције
- 1988 «И светло сија у мраку / И свет во тьме светит» — Јаков
- 1989. «Жене, које среһни / Женщины, которым повезло» — Едуард Кутепов
- 1990. «Десет година без права дописивања / Десять лет без права переписки / Zehn Jahre ohne das Recht der Korrespondenz» (заједничко производња Совјетски Савез–Западна Немачка)
- 1990 «Сутра је рат / Завтра была война» — представник окружни комитета комунистичке партије
- 1990 «Рат на западном правцу / Война на западном направлении» — Константин Ракутин